# Солдаты. И офицеры
Солдаты. И Офицеры — российская скетч-комедия 2010 года режиссёра Алексея Кирющенко.

## Сюжет
События телесериала разворачиваются в воинской части N, где обычные солдаты попадают в различные ситуации.

## В ролях
На протяжении всего телесериала актёры исполняют различные роли.
- Елена Воробей
- Сергей Белоголовцев
- Андрей Бутин
- Захар Ронжин
- Спартак Сумченко
- Константин Третьяков
- Степан Абрамов
- Филипп Бледный
- Михаил Крылов
- Вероника Агапова в роли медсестры Ларисы

## Производство
12 июля 2010 года было объявлено о показе телесериала на телеканале РЕН ТВ. Елена Воробей высказалась о сериале «Это, конечно, анекдоты, анекдоты из жизни, анекдоты, которые мы разыгрываем, молниеносно меняя грим, меняя образы. Этим мне интересна работа как актрисе. То есть, такое количество персонажей для меня — это впервые».
Режиссёр Алексей Кирющенко также высказался работе над сериалом «Армия — это тот спектр, через который мы видим жизнь. У нас есть совершенно домашняя ситуация: жена — майор, а муж гражданский, ботаник такой. Главное, чтобы было смешно. Нет жанра худшего, кроме скучного».
Актёр Захар Ронжин тоже высказался о сериале «Когда что-то где-то рождается и вот расцвело, этот скетч распустил бутон. В конце четко, бах, точка, и тогда получаешь удовлетворение от этого. Для меня был такой персонаж сложный на сопротивлении».

## Критика
На сайте Кинопоиск сериал имеет рейтинг 4.2 балла из 10.